# Žuta Lokva
Žuta Lokva ist eine Ortschaft in der Gespanschaft Lika-Senj, Kroatien, mit 37 Einwohnern. Die Ortschaft gehört zur Großgemeinde Brinje. Auf Deutsch bedeutet der Ortsname „gelber Tümpel“.

## Geographie
Žuta Lokva liegt im Norden der landwirtschaftlich geprägten Lika, im südwestlichen Teil des Bezirks Brinje. Das Gemeindegebiet grenzt an die Dörfer Melnice, Rapain Klanac, Prokike und Vrzići.

## Geschichte
Schon seit der Antike bildete der Ort einen wichtigen Verkehrsknotenpunkt, der das kontinentale Binnenland über eine Salzstraße (später auch als Josephinische Straße bekannt) von Karlovac über Josipdol mit Senj an der Küste verband. Seit 1780 bestand darüber hinaus dort eine Postverbindung, die zum Hauptquartier des Likaner Regiments in Gospić führte. Heute besteht ein Anschluss an die Autocesta A1, der längsten und wichtigsten Autobahn in Kroatien, welche die Hauptstadt Zagreb mit den Hafenstädten Zadar, Šibenik, Split und seit 2013 auch Ploče verbindet.